# Steffen Arndes
Steffen Arndes (* um 1450 in Hamburg; † vor dem 14. August 1519 in Lübeck) war ein Inkunabel-Buchdrucker, der hauptsächlich in Lübeck wirkte.

## Leben
Über die Ausbildung von Arndes ist nichts bekannt. Er erscheint ab Mai 1477 als Buchdrucker in Perugia, wo er auch Lettern schnitt und ein Gerät zur Schriftgießerei entwickelte. Dort wirkte er bis 1481 und ging unter anderem mit dem Studenten des Kirchenrechts Levo Leve eine Gesellschaft ein.
Mitte der 1480er Jahre erhielt er den Auftrag, das Missale für das Bistum Schleswig zu drucken. Finanziert wurde der Druck durch den Strander Staller Laurens Leve, der vermittelt durch seinen Sohn, den nunmehrigen Domherrn Levo Leve in Lübeck, mit Arndes eine Gesellschaft einging, die bis 1494 Bestand hatte. Das Missale Slesvicense wurde zumindest teilweise in Schleswig gedruckt. Im Jahre des Erscheinens dieses Werks (1486) ließ er sich endgültig in Lübeck nieder. 1494 wurde die Gesellschaft mit Laurens Leve aufgelöst. Als Teil des im Lübecker Niederstadtbuch beurkundeten Auflösungvertrages erhielt Arndes die Werkstatt mit allem Zubehör, Laurens Leve aber 37 Papier- und fünf Pergament-Exemplare des Missale in Rohbögen, 90 gebundene Exemplare des ebenfalls von Arndes gedruckten Breviarium Slesvicense sowie 400 Exemplare des Plenars im Wert von insgesamt ~700 Lübische Mark. Weitere je 1000 Exemplare des Plenars sowie einer wohl niederdeutschen Ausgabe der Legenda aurea überließ Arndes den Leves 1498.
Sein Hauptwerk ist die niederdeutsche Lübecker Bibel (1494), die zu den herausragenden Frühdrucken in Deutschland gehört und für die Qualität ihrer Illustrationen bekannt ist.
Sein Sohn Hans Arndes führte die Offizin seines Vaters bis zur Reformation weiter.
1948 wurde die Straße Arndesstieg in Hamburg-Billstedt nach Steffen Arndes benannt.

## Werke
- Missale Slesvicense[6], 1486

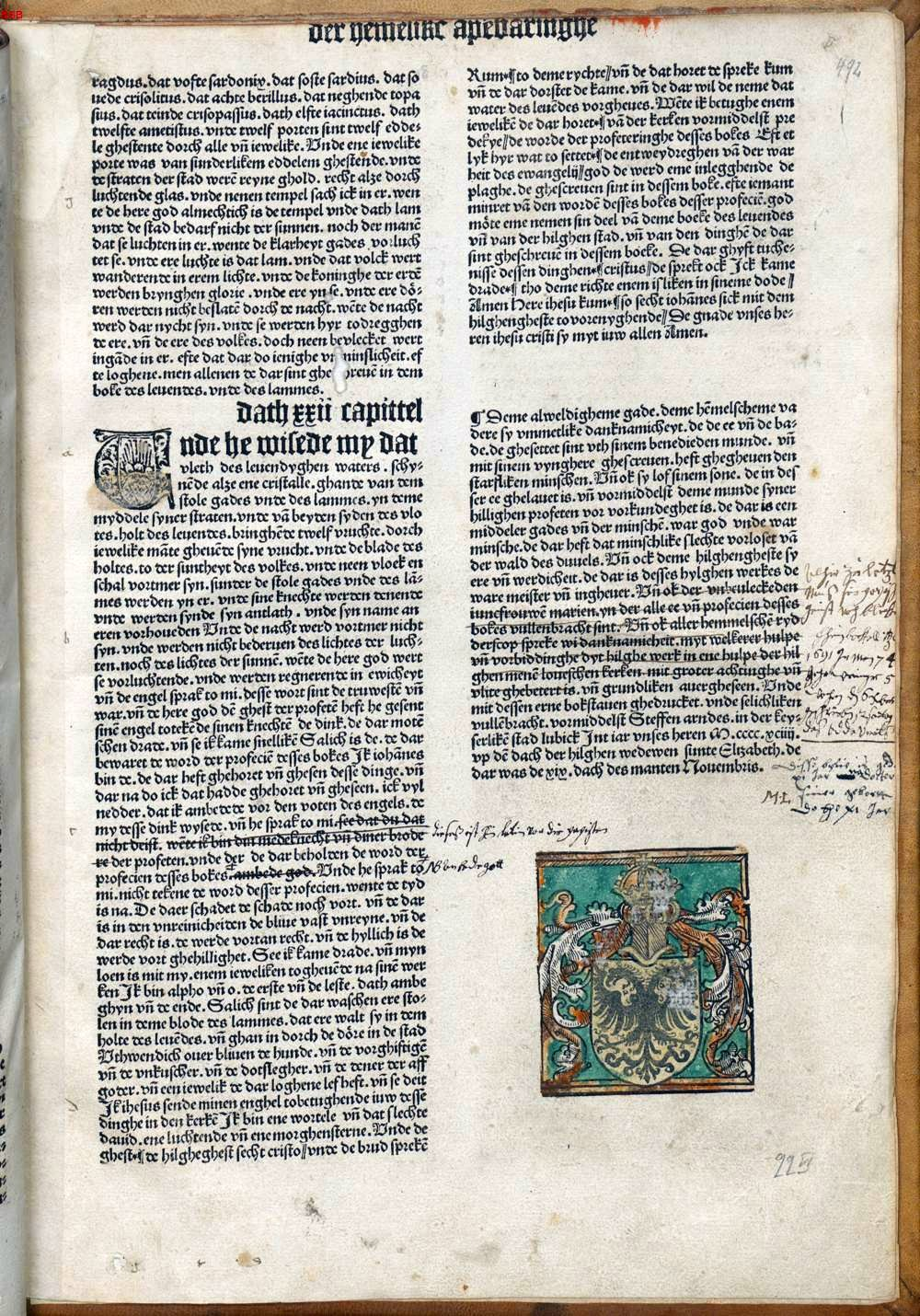
Kolophon der Lübecker Bibel (1494)

- Dithmarscher Landrecht. 1485 ISTC oder 1487/88 GW, nur Fragmente erhalten[7]
- Ablassbrief des päpstlichen Legaten Raimund Peraudi, 1489
- Boek der prophecien, epistolen unde des hyllyghen ewangelii. (Plenar), 1488 und 1506
- Dat Passionäel vnde dat leuent der hyllyghen, 1492, weitere Auflagen 23. April 1499 und 1507

Passionäel – Erstausgabe 1492 im Gesamtkatalog der Wiegendrucke (GW-Nummer M11503)
Passionäel – Ausgabe 1499 im Gesamtkatalog der Wiegendrucke (GW-Nummer M11506)
Digitalisat der Ausgabe von 1499, Exemplar der Stadtbibliothek Lübeck
Digitalisat der Ausgabe von 1499, Exemplar der ULB Halle
Digitalisat der Ausgabe 1507, Exemplar der Bayerischen Staatsbibliothek (ehemals Dublette der Bibliothek der Hansestadt Lübeck)
- Garde der sundheyt (Gart der Gesundheit, mittelniederdeutsch 1492).[8]

Das Kräuterbuch wurde 1520 von den Erben Arndes in zweiter Auflage herausgebracht:
Digitalisat der 2. Auflage 1520, Österreichische Nationalbibliothek
Digitalisat der 2. Auflage 1520, Stadtbibliothek Lübeck
- De sacramento altaris mundo et transformato et de cruoribus atque votis, 1493

Digitalisat des Exemplars der Bayerischen Staatsbibliothek
- Lübecker Bibel (1494), Illustration durch den Meister der Lübecker Bibel
- Johannes Schiphower: Tractatus de conceptio[n]e immaculate virginis. collect[us] p[er] venerabile[m] sacre theologie lectore[m] fratre[m] ioha[n]e[m] de meppis cognominato [!] schyphower ordinis fratru[m] heremitaru[m] diui Augustini Anno d[o]m[ini] Mcccc.xcij. quando erat prior in conue[n]tu Ta[n]glimme[n]si. 9.V.1495

Digitalisat des Exemplars der Herzog August Bibliothek
- Psalterium, 1497
- Plenarium (mittelniederdeutsch): Dat boek des hillighen Ewangelij Profecien vnde Epistelen ouer dat ghantze yaer myt der Glosen vnde Exempelen, 1497.

Digitalisat der Ausgabe 1506, Stadtbibliothek Lübeck
- Bedebok, 1499

Digitalisat des Exemplars der Bayerischen Staatsbibliothek
- Marientiden (mittelniederdeutsch): Seven tyde Unser Lieve Vrauwen. 1499

Digitalisat des Exemplars der Bayerischen Staatsbibliothek
- Messbuch für Viborg, 1500
- Messbuch für die Predigtbrüder in Dänemark, 1504